# Gottlieb Elster

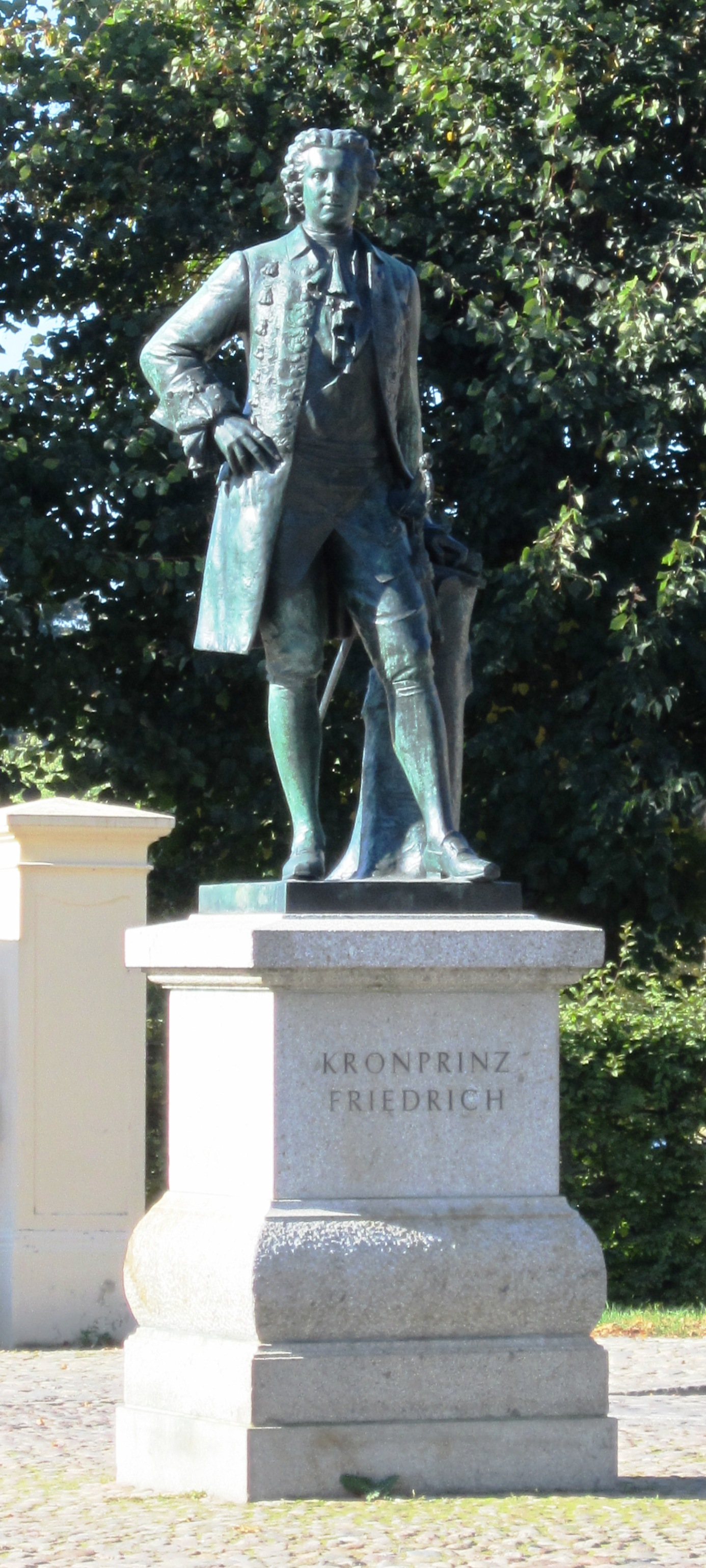
Statua di Federico II di Prussia a Rheinsberg

Gottlieb Elster (Greene, 8 ottobre 1867 – Braunschweig, 6 dicembre 1917) è stato uno scultore tedesco.

## Biografia
Studiò all'Università di Tecnologia di Braunschweig dal 1888 al 1891, in seguito frequentò l'Accademia di Belle Arti di Monaco. Si recò a Berlino, dove studiò con Otto Lessing, Fritz Schaper e, fino al 1905, collaborò con Adolf Brütt. Mantenne uno studio privato durante la maggior parte di questi anni. Nel 1910 divenne il successore di Brütt come direttore della scuola di scultura di Weimar. Tornò a Braunschweig nel 1913 e vi rimase fino alla morte.
Nel 1909 aveva ricevuto uno dei cinque premi assegnati in una competizione per creare il monumento per Fritz Reuter a Stavenhagen, ma il contratto fu infine assegnato a Wilhelm Wandschneider.